# Državna cesta D57
D57 je državna cesta koja počinje u samome centru grada Vukovara, raskrižje s D2, a završava na čvoru Lipovac na autocesti A3. Duga je 36,1 km. 
Državna cesta prolazi kroz naselja: Vukovar - Negoslavci - Orolik  - Đeletovci - Nijemci - Podgrađe - Apševci - Lipovac.